# Metropolia Liverpoolu
Metropolia Liverpoolu – metropolia Kościoła rzymskokatolickiego w Wielkiej Brytanii, obejmująca całą północną Anglię. Powstała 28 października 1911. W jej skład wchodzi jedna archidiecezja i sześć diecezji. Najważniejszą świątynią jest Katedra Metropolitarna w Liverpoolu.  

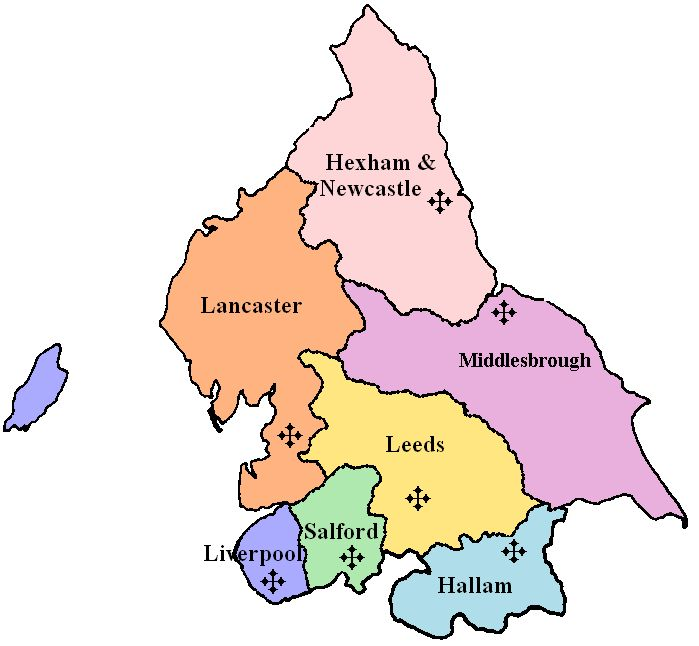
Mapa metropolii